# Globi d'oro 2019
La 59ª edizione dei Globi d'oro si è tenuta mercoledì 19 giugno 2019 a Villa Wolkonsky a Roma.
La candidature sono state annunciate il 4 giugno 2019. Durante la cerimonia è stato assegnato il Globo d'oro alla carriera a Franco Nero e Vanessa Redgrave.

## Candidati e vincitori
I vincitori sono indicati in grassetto, a seguire gli altri candidati.
Miglior film
- Il traditore

Miglior regista
- Marco Bellocchio – Il traditore
- Matteo Garrone –Dogman
- Alice Rohrwacher – Lazzaro felice

Miglior opera prima
- Phaim Bhuiyan – Bangla
- Leonardo D'Agostini – Il campione
- Damiano e Fabio D'Innocenzo – La terra dell'abbastanza

Miglior serie TV
- Il nome della rosa
- L'amica geniale
- La porta rossa

Miglior attore
- Alessandro Borghi – Sulla mia pelle
- Marcello Fonte – Dogman
- Pierfrancesco Favino – Il traditore

Miglior attrice
- Jasmine Trinca – Croce e delizia
- Francesca Niedda – Ovunque proteggimi
- Anna Foglietta – Un giorno all'improvviso

Giovane promessa
- Ludovica Nasti – L'amica geniale

Miglior sceneggiatura
- Alessio Cremonini e Lisa Nur Sultan – Sulla mia pelle
- Marco Bellocchio, Valia Santella, Ludovica Rampoldi e Francesco Piccolo – Il traditore
- Alice Rohrwacher – Lazzaro felice

Miglior fotografia
- Daria D'Antonio – Ricordi?
- Daniele Ciprì e Giuseppe Maio – Il primo re
- Giorgio Giannoccaro – Il bene mio

Miglior musica
- Nicola Piovani – Il traditore
- Luca Ciotti – Resina
- Gabriele Panico e Franco Eco – Il bene mio

Miglior documentario
- Butterfly, regia di Alessandro Cassigoli Casey Kauffman
- Pugni in faccia, regia di Fabio Caramaschi
- The disappearance of my mother, regia di Beniamino Barrese
- Selfie, regia di Agostino Ferrente
- Chiudi gli occhi e vola, regia di Julia Pietrangeli

Miglior cortometraggio
- Olmo, regia di Davide Calvaresi

Gran Premio della stampa estera
- Ezio Bosso

Globo d'oro alla carriera
- Franco Nero
- Vanessa Redgrave